# Мобилна трговина
Термин мобилна трговина првобитно је увео Кевин Дуфеј 1997. године, на покретању Global Mobile Commerce Forum-а, што би значило „испорука могућности електронске трговине директно у руке потрошача, било где, путем бежичне технологије“. Многи се одлучују да мобилну трговину дефинишу као „малопродајно место у џепу купца“.
Мобилна трговина вреди 800 милијарди долара, а Азија представља скоро половину тржишта.

## Историја
Глобални форум за мобилну трговину, који је укључивао преко 100 организација, имао је своје отварање у Лондону 10. новембра 1997. године. Кевин Дуфеј је изабран за извршног председавајућег на првом састанку у новембру 1997. Преко 100 компанија се придружило Форуму у року од годину дана, од којих су многе формирале сопствене тимове за мобилну трговину, нпр. MasterCard и Моторола. Организације чланице као што су Nokia, Apple, Alcatel, и Vodafone, започеле су серију испитивања и сарадње.
Услуге мобилне трговине први пут су испоручене 1997. године, када су прва два Coca-Cola аутомата за продају мобилних телефона инсталирана у области Хелсинкија у Финској. Машине су прихватале плаћање путем СМС текстуалних порука. Овај рад је еволуирао у неколико нових мобилних апликација као што је прва банкарска услуга заснована на мобилном телефону коју је 1997. године покренула финска банка Merita, такође користећи СМС.
Две главне националне комерцијалне платформе за мобилну трговину су покренуте 1999. године: Smart Money на Филипинима и NTT DoCoMo i-Mode интернет сервис у Јапану. 
Услуге везане за мобилну трговину брзо су се прошириле, па је почетком 2000. године Норвешка покренула мобилно плаћање паркинга. Аустрија је понудила карте за воз преко мобилних уређаја. Јапан је понудио мобилну куповину авио карата.
У априлу 2002. године, надовезујући се на рад Глобалног форума за мобилну трговину (ГМЦФ), Европски институт за телекомуникацијске стандарде (ЕТСИ) је именовао Јоакима Хофмана из Мотороле да развије званичне стандарде за мобилну трговину. Именујући господина Хофмана, ЕТСИ је цитирао аналитичаре индустрије који предвиђају „да је м-трговина спремна за експоненцијални раст у наредних неколико година који би могао достићи 200 милијарди америчких долара до 2004. године“.
Популарност ПДА уређаја и мобилних телефона довела је до све веће употребе мобилне трговине као ефикасног начина за комуникацију предузећа са клијентима.
Са појавом iPhone-а 2007. године, мобилна трговина је значајно напредовала, прелазећи са традиционалних СМС система на употребу стварних апликација. Иако је СМС широко доступан, он се суочава са значајним безбедносним изазовима и проблемима са загушењем, што је допринело његовом постепеном замењивању модернијим и сигурнијим решењима.
За разлику од онлајн банкарства преко веб сајтова банака, мобилно банкарство омогућава мањи број операција на основу кратких порука или апликација инсталираних на мобилним уређајима.
Мобилна апликација Google новчаник покренута у септембру 2011. године и заједничко улагање м-трговине формирано у јуну 2011. године између Водафонеа, О2, Оранге и Т-Mobile су недавни догађаји од значаја. Одражавајући важност м-трговине, у априлу 2012. године, Комесар за конкуренцију Европске комисије наредио је детаљну истрагу заједничког предузећа м-трговине између Водафоне, О2, Оранге и Т-Мобиле. Једно истраживање каже да је 2012. године, 41% корисника паметних телефона купило малопродајне производе преко својих мобилних уређаја.

## Доступни производи и услуге

### Мобилни трансфер новца
У Кенији се трансфер новца углавном обавља путем мобилних телефона. Ово је била иницијатива компаније са више милиона шилинга у Кенији, под називом Safaricom.
Сличним системом, под називом МobilePay, управља Danske Bank у Данској, од 2013. до средине 2015. године и стекла је значајну популарност са око 1,6 милиона корисника. Још један сличан систем под називом Vipps уведен је у Норвешкој 2015. године.
Мобилни банкомат представља специјалну врсту банкомата који је дизајниран да се премешта са једне локације на другу. За разлику од стандардних стационарних банкомата који се најчешће налазе у близини финансијских институција, у продавницама или тржним центрима, мобилни банкомати се користе за пружање услуга на привременим локацијама. Ови банкомати се најчешће постављају на специјалним догађајима као што су манифестације, вашари, концерти, параде, семинари или радионице, где је приступ традиционалним банкоматима ограничен. Њихова флексибилност и могућност брзог премештања чине их идеалним за привремене и удаљене догађаје.

### Мобилне карте
Мобилне дигиталне карте омогућавају слање улазница директно на мобилне телефоне корисника, коришћењем технологија попут СМС-а, апликација или QR кодова. Корисници их могу одмах искористити тако што ће телефон показати као дигиталну улазницу. Овај метод је брз, практичан и еколошки прихватљив, због чега постаје све популарнији у областима као што су јавни превоз, догађаји и авио-индустрија.

### Мобилни ваучери, купони и картице лојалности
Технологија мобилног издавања карата омогућава и дистрибуцију ваучера, купона и картица лојалности на згодан и модеран начин. Ове погодности се шаљу корисницима у облику виртуелних токена директно на њихове мобилне телефоне. Клијенти могу да покажу свој телефон са токеном на продајном месту и остваре исте привилегије као да користе традиционални папирни ваучер или картицу. Осим тога, продавнице могу да шаљу купоне засноване на локацији клијента, чиме циљају купце који се налазе у близини, додатно побољшавајући искуство куповине.

### Мобилно банкарство
Банке и финансијске институције све више користе мобилну трговину како би својим клијентима омогућиле лак и брз приступ информацијама о рачунима, као и обављање различитих трансакција, попут куповине акција или слања новца. Ова услуга је позната као мобилно банкарство или м-банкарство, и дизајнирана је да клијентима понуди већу удобност и доступност у свакодневном пословању.

### Плаћање путем мобилног телефона у апликацији
Плаћања се могу извршити директно преко апликација које раде путем оперативног система за паметне телефоне, као што је Google Android. Аналитичарска фирма Гартнер очекује да ће онлајн куповина довести до 41% прихода продавница у 2016. години. У апликацијама се могу вршити куповине виртуелних добара, новог садржаја и других мобилних додатака, а наплата се на крају обрачунава преко мобилних оператера, а не директно преко продавница апликација.